# Lisiwszczyna (przystanek kolejowy)
Lisiwszczyna (ukr. Лісівщина) – przystanek kolejowy w pobliżu miejscowości Lisiwszczyna, w rejonie korosteńskim, w obwodzie żytomierskim, na Ukrainie. Położony jest na linii Korosteń – Żytomierz.